# James Johnson Sweeney
James Johnson Sweeney (1900–1986) va ser un conservador, crític i escriptor sobre art modern. Sweeney es va graduar a la Universitat de Georgetown el 1922. Entre 1935 i 1946, va ser conservador del Museu d'Art Modern de Nova York. Posteriorment va ser el segon director del Solomon R. Guggenheim Museu, entre 1952 i 1960. Durant el seu mandat, va expandir l'abast de la col·lecció incloent pintura expressionista abstracte, així com escultura, i va establir el programa de préstecs de llarg termini el 1953. També va ser el crear dels Guggenheim International Awards el 1956. També va estar involucrat parcialment en la construcció de l'edifici de Frank Lloyd Wright, amb qui va tenir una relació antagonista. Posteriorment, durant la dècada de 1960 va exercir com a consultor a la National Gallery of Australia. Sweeney va morir el 14 d'abril de 1986 a Manhattan.